# 云龙寺塔
25°05′59″N 113°36′17″E / 25.09972°N 113.60472°E
云龙寺塔位于中国广东省韶关市仁化县董塘镇安岗村，1988年被列为第三批全国重点文物保护单位。
云龙寺原称西山寺，清代改称云龙寺。云龙寺塔建于唐乾宁至光化年间，明代重修。塔为五层平座楼阁式实心砖塔，平面正方形，高13米。